# Iszchanasar
Iszchanasar – wieś w Armenii, w prowincji Sjunik. W 2011 roku liczyła 294 mieszkańców.